# Bataille de Dithakong
Mfecane
La bataille de Dithakong ou de Lattakoo est livrée le 26 juin 1823 dans la province du Cap-du-Nord en Afrique du Sud, autour de la ville de Lattakoo, alors capitale des Tlhaping et appelée aujourd'hui Dithakong (en), lors des déplacements de population engendrés par le Mfecane.

## La bataille
Fuyant les invasions ngoni consécutives aux guerres qui virent l'émergence du royaume zoulou, une foule immense composée selon les témoignages de l'époque d'environ 40 à 50 000 personnes, parmi lesquelles il y a de nombreux guerriers mais aussi leurs familles, femmes, enfants, vieillards, émigre à la recherche de terres nouvelles où s'installer. Comme elle marche sur Lattakoo et Kuruman, Robert Moffat qui dirige la mission de Kuruman et qui réalise que les Tlhaping sont incapables de la repousser seuls, part chercher de l'aide à Griqua Town à 150 kilomètres au sud. Les Griquas envoient un commando d'une centaine de cavaliers, tous armés de fusils à la différence de leurs ennemis qui n'ont que leurs armes traditionnelles (lances, sagaies, massues, boucliers) à leur opposer. Plutôt que de subir un siège, les alliés décident de prendre l'offensive, afin de tirer pleinement partie de leurs deux avantages: la puissance de feu mais aussi la mobilité, puisque leurs adversaires n'ont pas de chevaux. La bataille qui s'ensuit tourne rapidement en défaveur des envahisseurs qui combattent sans ordre, au milieu de leurs familles mais aussi de leur bétail dont les Griquas cherchent à s'emparer. Après sept heures d'affrontement, ils admettent leur défaite et refluent en désordre, abandonnant derrière eux plusieurs centaines de morts, parmi lesquels beaucoup de femmes et d'enfants.

## Conséquences et controverse
La bataille donne un coup d'arrêt définitif dans la région aux invasions des peuples déplacés
par le Mfecane. Cependant selon le professeur Julian Cobbing (en) de Rhodes University (Grahamstown, Afrique du Sud), dans un article paru en 1988  qui remet complètement en question les causes du Mfecane (opinion qui suscite un débat non-tranché dont on trouve une synthèse dans le livre de Carolyn Hamilton, The Mfecane Aftermath: Reconstructive Debates in Southern African History, Indiana University Press, 1995:  (ISBN 1-86814-252-3)), la bataille de Dithakong ne serait pas autre chose qu'un raid des Griquas pour s'emparer d'esclaves destinés à pallier le manque de main d'œuvre pour cultiver les champs.

## Sources
- (en) Tim Couzens, Battles of South Africa, Claremont, David Philip, 2004, 224 p. (ISBN 978-0-864-86621-9, lire en ligne)
- (en) Christopher Saunders et Nicholas Southey, Historical dictionary of South Africa, Lanham, Md. London, Scarecrow Press, coll. « African historical dictionaries » (no 78), 2000 (ISBN 978-0-810-83646-4)
- (en) Julian Cobbing The Mfecane as alibi: thoughts on Dithakong and Mbolompo, i988, Journal of African History, 29 . p. 487-519 article complet en ligne